# Sandra Knecht
Sandra Knecht   (Berna, 24 de març de 1968) és una artista conceptual i d'art d'acció suïssa. Viu i treballa a Buus i Basilea i tracta principalment els temes de la identitat i la pàtria en la seva obra.

## Trajectòria
Knecht va treballar com a treballadora social durant 25 anys abans de decidir dedicar-se definitivament a l'art. Va estudiar a l'Schauspielakademie d'Ulm del 1992 al 1996 on es va diplomar en direcció teatral. Del 2011 al 2014 va estudiar a la Universitat de les Arts de Zuric.
El novembre de 2016, Knecht va instal·lar l'obra Chnächt a la zona del port de Basilea. La intenció de l'artista era crear una ciutat natal enmig d'un no-lloc amb el propòsit de cercar la seva identitat artística. El graner, que es va subhastar per un franc suís, es troba a Boncourt des de la dècada de 1930 i va ser desmantellat i reconstruït fidelment a l'original a la Uferstrasse de Basilea. L'edifici es va destinar a accions gastronòmiques: durant quatre anys, al Chnächt va tenir lloc una sèrie d'actes mensuals titulats «Immer wieder sonntags». L'artista va cuinar durant quatre anys cinc plats per a 30 persones sense utilitzar cap recepta i sense repetir cap plat.